# Marcus Storch

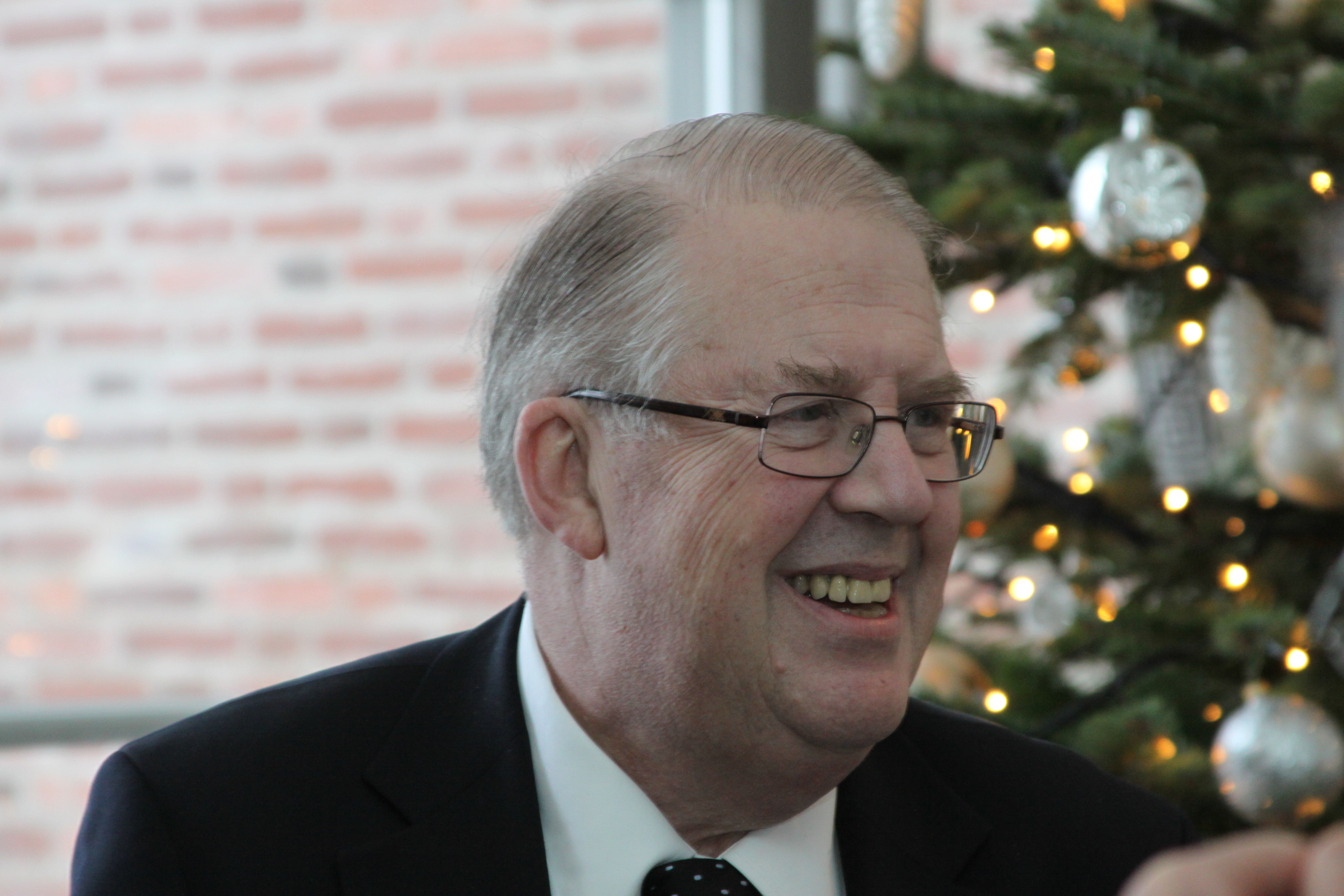
Marcus Storch (2010)

Marcus Storch (* 28. Juli 1942 in Stockholm) ist ein schwedischer Ingenieur und Industrieller.

## Leben
Der Sohn von Hillel Storch erwarb seinen Ingenieurtitel an der Königlich Technischen Hochschule in Stockholm und arbeitete ab 1968 beim Gasproduzenten Aktiebolaget Gas-Accumulator (AGA), dessen CEO und Präsident er 1981 bis 1996 war.
Er ist Vorstandsmitglied zahlreicher Unternehmen: Mekonomen, Axel Johnson AB, Nordstjernan, NCC und Dagens Industri. Von 2005 bis 2013 war er Vorsitzender der Nobelstiftung. Er kritisierte, dass schwedische Unternehmen von ausländischen Eigentümern übernommen werden.
Storch finanzierte das Raoul Wallenberg Memorial in New York. Mit seiner Frau Gunilla gründete er nach dem Tod ihres Sohnes Tobias (1991) in Schweden das "Tobiasregister", um Knochenmark- und Stammzelltransplantation zu erleichtern.
1996 erhielt er die Ehrendoktorwürde in der Medizin am Karolinska-Institut. Er ist Mitglied der Königlich Schwedischen Akademie der Ingenieurwissenschaften und der Königlich Schwedischen Akademie der Wissenschaften.